# سيلس
بلدية سيلس (بالإسبانية: Sils) هي بلدية تقع في مقاطعة جرندة التابعة لمنطقة كتالونيا شمال شرق إسبانيا.

## الديموغرافيا
بلغ عدد سكان بلدية سيلس 5.492 نسمة عام 2011 (وفقاً للمعهد الوطني الإسباني للإحصاء).
| 2.724 | 2.896 | 3.365 | 3.947 | 4.347 | 5.127 | 5.492 |

## أعلام
- مارك فايهونيستا كاريراس